# Port Ellen

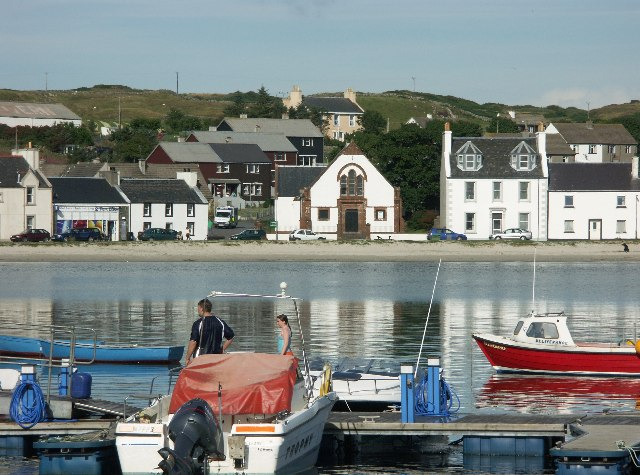
Port Ellen

Port Ellen és la segona ciutat més important de l'illa d'Islay (Escòcia), després de Bowmore.
El port assegura la principal connexió per ferry entre l'illa i Escòcia, a Kennacraig.
S'hi troba la destil·leria de Port Ellen que des de 1983 ja no produeix whisky, tot i que continua amb l'activitat de maltejat per a altres destil·leries de l'illa. També s'hi troba la destil·leria de Laphroaig.